# Inveniam viam
Aut inveniam viam aut faciam (oppure Aut viam inveniam aut faciam) è una frase latina attribuita al comandante cartaginese Annibale, traducibile con "Troverò una strada o ne farò una", oppure con "Troverò un modo, o ne inventerò uno".
Secondo la tradizione, Annibale avrebbe pronunciato tale frase quando, nel corso della seconda guerra punica, i suoi generali gli riportarono che era impossibile attraversare le Alpi con gli elefanti. Naturalmente, Annibale si sarebbe espresso in lingua punica, non in latino.
Fu usata come motto da Francesco Bacone.
La frase è diventata il motto del Corpo Antincendi Boschivi (A.I.B.) del Piemonte e del circolo scacchistico bolognese.